# شکست‌ناپذیر (داستان کوتاه)

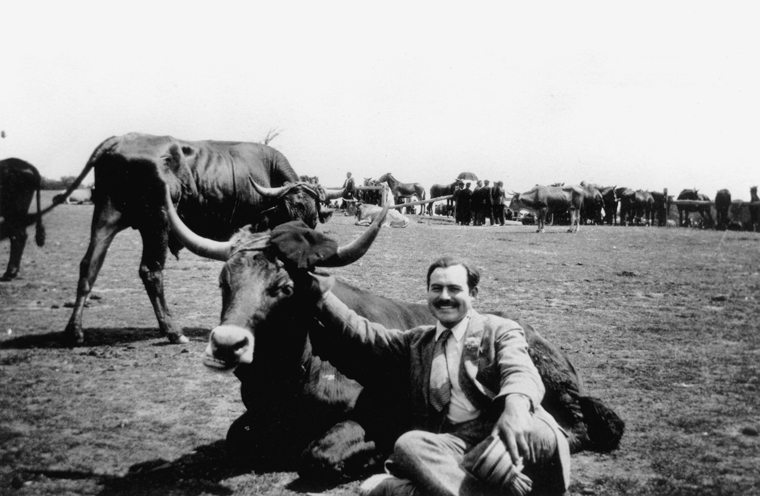
ارنست همینگوی همراه یک گاو نر، حوالی پامپلونا، اسپانیا

شکست‌ناپذیر یک داستان کوتاه به قلم ارنست همینگوی است که در سال ۱۹۲۷ در مجموعه داستان مردان بدون زنان نیز به چاپ رسید. داستان راجع به یک گاوباز است که تلاش می‌کند به میدان‌ها گاو بازی برگردد زیرا پس از یک دوره مصدومیت حرفه اش متوقف شده بود.

## داستان
شخصیت اصلی داستان، مانوئل گارسیا، یک گاوباز که اخیراً از بند مصدومیت رها گشته و بیمارستان را ترک گفته‌است در پی کار است. او در این مسیر با ریتانا ملاقات می‌کند.